# Borrie L. S. B. Kolley
Borrie L. S. B. Kolley, auch in der Schreibweise Colley bzw. Schreibweise seines Vornamens Borry, ist ein gambischer Politiker.

## Leben
| Parlamentswahl | Stimmen | Stimmanteil     |
| -------------- | ------- | --------------- |
| 2002           | n/a     | ohne Konkurrenz |
| 2007           | n/a     | ohne Konkurrenz |
| 2012           | 1.422   | 62,07 %         |

Borrie L. S. B. Kolley trat bei der Wahl zum Parlament 2002 als Kandidat der Alliance for Patriotic Reorientation and Construction (APRC) im Wahlkreis Foni Jarrol in der Brikama Administrative Area an. Da es von der Opposition keinen Gegenkandidaten gab, konnte er den Wahlkreis für sich gewinnen. In der folgenden Wahl zum Parlament 2007 trat Kolley erneut im selben Wahlkreis als Kandidat an. Erneut gab es von der Opposition keinen Gegenkandidaten, so konnte er den Wahlkreis wieder für sich gewinnen. Auch bei der Wahl zum Parlament 2012 trat Kolley an. Mit 62,07 % konnte er den Wahlkreis vor den unabhängigen Kandidaten Abdou Sanneh für sich gewinnen.
Kolley wurde am 10. Oktober 2013 von der APRC ausgeschlossen, die IEC setzte für den 9. Januar 2014 Nachwahlen im Wahlkreis Foni Jarrol an.